# Scotopteryx insigniata
Scotopteryx insigniata là một loài bướm đêm trong họ Geometridae.